# Apateticus crocatus
Apateticus crocatus är en insektsart som först beskrevs av Philip Reese Uhler 1897.  Apateticus crocatus ingår i släktet Apateticus och familjen bärfisar. Inga underarter finns listade i Catalogue of Life.